# ترزا رایت
موریل ترزا رایت (به انگلیسی: Muriel Teresa Wright) (زاده ۲۷ اکتبر ۱۹۱۸ - درگذشته ۶ مارس ۲۰۰۵) بازیگر آمریکایی برندهٔ جایزه اسکار بود.

## زندگی‌نامه
او با با نام موریل ترزا رایت زاده شد. در تئاتر وارف در پراوینس تاون ماساچوست آموزش بازیگری دید. در سال ۱۹۳۸ به عنوان بازیگر ذخیره مارتا اسکات در نمایش شهر ما وارد برادوی شد. بازی او در نمایش زندگی با پدر (۱۹۴۰) نظر ساموئل گلدوین را جالب کرد و همین باعث راهیابی وی به سینما شد.
در سال ۱۹۴۱ با نخستین فیلمش روباهان کوچک به شهرت رسید و برای آن کاندیدای دریافت بهترین بازیگر نقش مکمل شد. سال‌ها بعد همین جایزه را برای خانم مینور بدست آورد و بار دیگر کاندیدای آن برای "مایه افتخار یانکی‌ها " (برای نقش اول) بود.
همسر نخستین نیون بوش (۱۹۴۲–۱۹۵۲) رمان‌نویس / فیلم‌نامه‌نویس بود. پس از ازدواج با همسر دومش رابرت اندرسن نمایش‌نامه‌نویس (۱۹۵۹) مدتی از کار بازیگری کناره گرفت.
در ۱۹۶۲ با نمایش مری مری به صحنه تئاترهای نیویورک بازگشت و از اواخر دهه ۶۰ با بازی در نقش‌های دوم به سینما بازگشت.
طی دهه ۱۹۷۰ در تلویزیون فعالیت داشت و در ۱۹۷۵ با بازی در یک اجرای برادوی از مرگ یک فروشنده به موفقیت بسیاری رسید. رایت همیشه در پس ظاهر شیرین نقش‌های خود روحی می‌دمید که آن‌ها را به یاد ماندنی می‌کرد. در سایه یک شک نقش چارلی نیوتن نوجوان را بازی می‌کند که تحت تأثیر نیروی شیطانی دایی هم نامش چارلی قرار گرفته او در این فیلم هم‌زمان معصومیت، ترس آفرینی و نشاط را به نمایش می‌گذارد.
بعدها در نقش‌های دیگر هم که ظاهر شد یادآور این نکته بود که شیرینی درون شخصیت او بمانند چارلی نیوتن امکان این را دارد که گزنده نیز باشد.
در وسترن نوآر تحت تعقیب نقش دختری را بازی کرد که برای انتقام از برادر خوانده‌اش با او ازدواج می‌کند این نقش نیز شباهت زیادی به چارلی نیوتن دارد و گرایش هالیوود مبنی بر استفاده از رایت در نقش‌های شیرین را نقض می‌کند.

## مرگ
ترزا رایت  بر اثر حمله قلبی در کانکتیکات درگذشت. 

## بخشی از فیلم‌شناسی
- روباهان کوچک (۱۹۴۱)
- خانم مینی‌ور (۱۹۴۲)
- مایه افتخار یانکی‌ها (۱۹۴۲)
- سایه یک شک (۱۹۴۳)
- بهترین سال‌های زندگی ما (۱۹۴۶)
- سلام ، قهرمان! (۱۹۶۹)
- جایی در زمان (۱۹۸۰)
- مادر خوب - (۱۹۸۸)
- دلال بیمه (۱۹۹۷)